# Carl Agner
Carl Robert Agner,  född den 7 juni 1876 i Rångedala, Älvsborgs län, död den 20 december 1947 i Uddevalla församling, var en svensk präst och skolman. Han var far till Ingrid Agner-Bartler och Kjell Agner.
Agner avlade mogenhetsexamen vid Göteborgs högre latinläroverk 1897, teologisk-filosofisk examen vid Uppsala universitet 1898, teoretisk teologisk examen 1901, praktisk teologisk examen och folkskollärarexamen 1902 samt teologie licentiatexamen 1915. Agner företog en studieresa till Tyskland 1911. Han prästvigdes 1902 och var efter olika extra ordinarie prästerliga förordnanden komminister i Grevbäck 1906–1909 och förste komminister i Västra Tunhem 1909–1912. Agner var timlärare vid Falköpings elementarskola för flickor 1903–1905, kommunal folkskoleinspektör i Uddevalla 1911–1943, rektor vid Uddevalla högre folkskola och praktiska mellanskola 1916–1941, vikarierande lektor vid Uddevalla högre allmänna läroverk 1924, regementspastor vid Bohusläns regemente 1915–1926 och lasarettspredikant från 1928. Han var ledamot av kyrkorådet 1913–1943 och kyrkofullmäktige 1932–1938, ledamot av stadsfullmäktige 1915–1946, ordförande i pensionsnämnden 1916–1945 och i skollovskolonistyrelsen, ledamot av hälsovårdsnämnden 1916–1922, vice ordförande där 1923–1928, ordförande 1929–1932, ledamot av styrelsen för barnhem för flickor, ordförande där 1945–1946, inspektor vid landstingets småskollärarseminarium 1923–1931, inspektör för Uddevalla föreläsningsförening och huvudman i Uddevalla sparbank. Han var ledamot av Vasaorden. Agner utgav När I bedjen... (1912) och Himmelriket är likt... (1913) med flera skrifter.